# Pare (Mondokan)
Pare is een bestuurslaag in het regentschap Sragen van de provincie Midden-Java, Indonesië. Pare telt 4454 inwoners (volkstelling 2010).